# Tetrabothrius affinis
Tetrabothrius affinis är en plattmaskart som först beskrevs av Lönneberg in Jagerskiöld 1892.  Tetrabothrius affinis ingår i släktet Tetrabothrius och familjen Tetrabothriidae. Inga underarter finns listade i Catalogue of Life.